# Maine-de-Boixe
Maine-de-Boixe település Franciaországban, Charente megyében. Lakosainak száma 476 fő (2022. január 1.). Maine-de-Boixe Aussac-Vadalle, Cellettes, Nanclars, Puyréaux, Saint-Amant-de-Boixe, Vervant és Mansle-les-Fontaines községekkel határos.

## Népesség
A település népességének változása:
| Lakosok száma | 167  | 296  | 375  | 434  | 468  | 472  | 484  | 482  | 481  | 476  |
|               | 1968 | 1982 | 1990 | 2006 | 2013 | 2015 | 2017 | 2019 | 2020 | 2022 |